# Diestrammena kurilensis
Diestrammena kurilensis är en insektsart som beskrevs av Sergey Storozhenko 1990. Diestrammena kurilensis ingår i släktet Diestrammena och familjen grottvårtbitare. Inga underarter finns listade i Catalogue of Life.